# Enzo Trulli
Enzo Trulli (Pescara, 12 de novembro de 2004) é um automobilista italiano que atualmente compete na Super Fórmula Lights com a equipe TOM'S.
Ele é filho do vencedor de corrida de Fórmula 1, Jarno Trulli.

## Carreira

### Fórmula 3
Em 1 de março de 2022, Trulli assinou, no último minuto, com a equipe Carlin para a disputa da temporada de 2022 do Campeonato de Fórmula 3 da FIA, fazendo parceria com Zak O'Sullivan e Brad Benavides. Trulli alcançou o seu melhor resultado da temporada na corrida rápida de Spa-Francorchamps com o 16º lugar, mas foi desclassificado devido a uma infração de bandeira vermelha. O italiano terminou o campeonato em 34º e teve como melhor resultado um 17º duas vezes. Ele também foi superado pelos companheiros de equipe O'Sullivan e Brad Benavides, que conseguiu somar pontos. Trulli não voltou à Fórmula 3 na temporada seguinte.

### Super Fórmula
Depois de ficar de fora do Campeonato de Fórmula 3 da FIA, Trulli mudou para as corridas na Ásia, participando da Super Fórmula Lights durante a temporada de 2023 com a equipe TOM'S.